# Saint-Robert, Lot-et-Garonne
Saint-Robert är en kommun i departementet Lot-et-Garonne i regionen Nouvelle-Aquitaine i sydvästra Frankrike. Kommunen ligger i kantonen Laroque-Timbaut som tillhör arrondissementet Agen. År 2022 hade Saint-Robert 192 invånare.

## Befolkningsutveckling
Antalet invånare i kommunen Saint-Robert
| Referens: INSEE |